# 1952 у літературі

## Нагороди
- Нобелівську премію з літератури отримав французький письменник Франсуа Моріак.

## Народились
- 28 червня — Жан-Крістоф Рюфен, французький письменник.